# Bagler

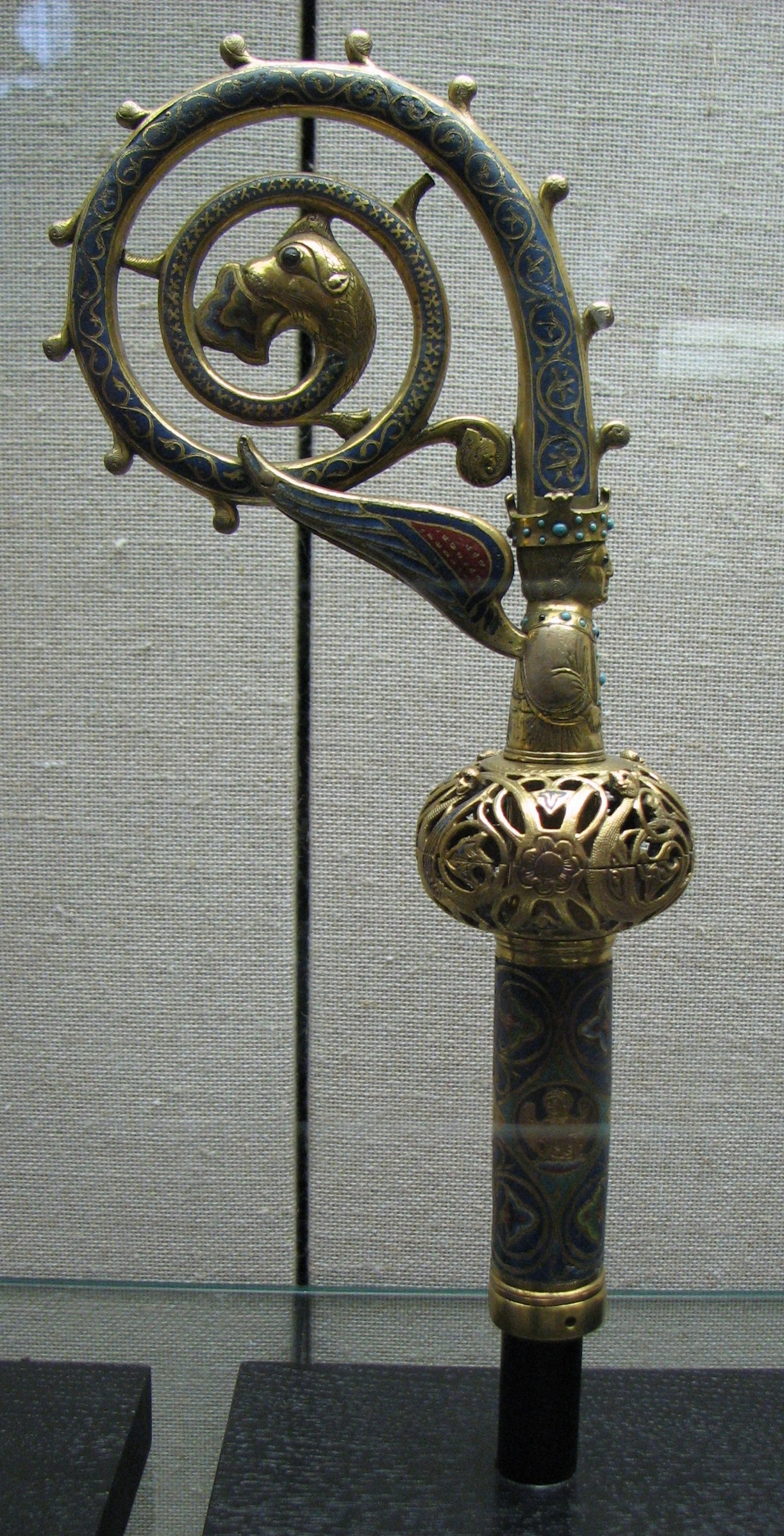
Biskopsstav från mitten av 1200-talet i en typisk drakhuvuddesign. Biskop Nikolas Arnessons bagelsparti, som grundades 1196, uppkallades efter Bagal, det fornnordiska ordet för biskopsstav.

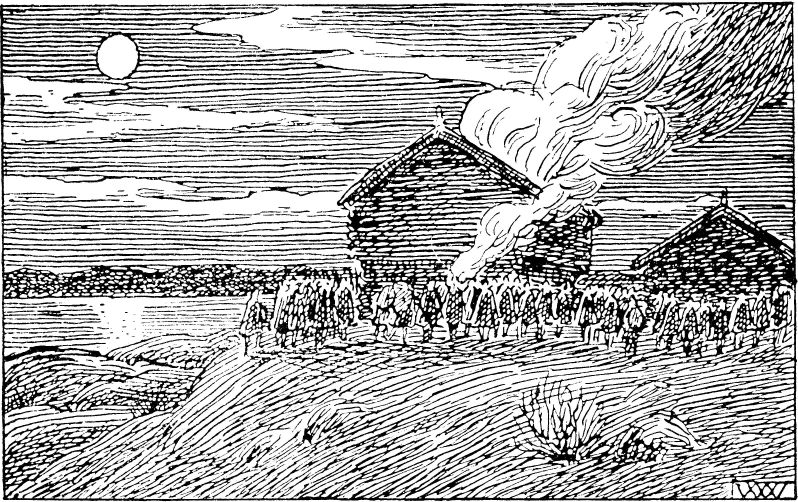
Wilhelm Wetlesen: Illustration för Magnus Erlingssons saga, Heimskringla 1899:s utgåva. Illustrationen föreställer Erling Skakkes styrka som har omringat Ossurs hus och bränner honom inne under inbördeskriget.

Bagler (norska: baglere), av latinska baculus, betydandes biskopsstav, är ett pejorativt namn på norskt upprorsparti som bildades 1196 i Danmark av den landsflyktige ärkebiskopen  Eirik av Nidaros och biskop Nikolas Arnesson av Oslo. Partiets mål var att störta kung Sverre Sigurdsson och Birkebeinarna. De utsåg den 1184 stupade kung Magnus Erlingssons son Inge till ”motkonung”. Upprorsrörelsens geografiska kärnområde låg kring Viken och Vestlandet. Baglernas historia skildras (från motståndarnas perspektiv) i de s.k. Baglersagorna.
Till en början nådde Baglerna framgångar men drabbades 1199 av ett svårt militärt nederlag i slaget vid Strindsjøen nära Trondheim och ledarna tvingades åter gå i landsflykt. Baglerpartiets bildande är närmast att se som en kontrarevolution, den gamla etablerade maktelitens reaktion mot Birkebeinarnas maktövertagande och förskjutningen av den norska kungamaktens geografiska maktbas till Tröndelag.
Efter kung Sverres död 1202 gjorde Baglerna ett misslyckat försök att erövra Bergen, vilket slutade med att kung Inge Magnusson blev dödad av fientligt inställda bönder. Baglernas ställning var då så försvagad att de tvingades acceptera Sverres son Håkan som Norges nye kung. Under dennes korta regering (dog 1204) började dock en ny ledare, Erling Steinvegg, påstådd son till kung Magnus Erlingsson, agitera mot birkebeinarkungadömet. När Håkan dog började striderna igen. Erling Steinvegg fick militärt stöd av den danske kungen Valdemar Sejr som påstås ha låtit Erling bevisa sin kungliga härkomst genom järnbörd. Efter flera års strider, som inte ledde till något avgörande, slöts fred 1208, närmast på grund av att allmän krigströtthet började bli en starkare faktor än de politiska motsättningarna. Dessa började upplösas genom att birkebeinarledarna successivt allt starkare knöts till den gamla maktelit som de en gång bildats för att bekämpa. Att motsättningarna mellan partierna upplösts blev tydligt 1217-18 då Hakon Hakonsson genom Skule jarls medling enhälligt blev tagen till Norges kung och de två partierna gemensamt slog ner den obetydliga oppositionen mot detta som tog sig uttryck i ett mindre bondeuppror.